# Performancepreis Schweiz
Der Performancepreis Schweiz ist ein jährlich ausgeschriebener Wettbewerb für Kunstschaffende mit einer performativen Praxis.
Der Performancepreis wird von den Kantonen Aargau, Basel-Landschaft, Basel-Stadt, Luzern, St. Gallen, Zürich und der Stadt Genf partnerschaftlich gefördert und fand zum ersten Mal 2011 im BAC in Genf statt. Jedes Jahr wechselt der Austragungsort, und die Performances werden in unterschiedlichen Kulturinstitutionen der Förderkantone aufgeführt: 2022 und 2015 im Kunstmuseum Luzern, 2021 in der Lokremise in St. Gallen, 2019 im Aargauer Kunsthaus, 2018 im Museum Tinguely sowie in der Kaserne Basel, 2017 in der Gessnerallee in Zürich, 2011 und 2014 im Le Commun (BAC), 2013 in der Kaserne Basel und 2012 im Kunstraum Baden. 2016 fanden die Performances im Aussenraum in Lupsingen statt. 2020 konnte die Veranstaltung pandemiebedingt nicht wie geplant im Le Grütli in Genf stattfinden, und das Preisgeld wurde an alle Nominierten gleichwertig verteilt. Der Performancepreis Schweiz ist mit 30'000 Franken dotiert und der Publikumspreis mit CHF 6'000.
Der Preis entstand 2011 auf Initiative der Kantone Basel-Stadt und Aargau sowie der Stadt Genf. 2014 haben sich die Kantone Basel-Landschaft und Luzern der Partnerschaft angeschlossen, 2016 der Kanton Zürich und 2018 der Kanton St.Gallen.

## Preisträgerinnen
- 2011: Urnamo / Manuel Scheiwiller / Publikumspreis: californium 248
- 2012: Alexandra Bachzetsis / Dorothea Schürch / Sarina Scheidegger
- 2013: Florence Jung / Nino Baumgartner / Publikumspreis: Nino Baumgartner
- 2014: Gisela Hochuli / Julia Geröcs / Publikumspreis: Nils Amadeus Lange und Janet Haufler
- 2015: Katja Schenker / Philippe Wicht / Publikumspreis: Katja Schenker
- 2016: Dorthea Rust / Publikumspreis: Garrett Nelson
- 2017: Leo Hofmann & Benjamin van Bebber / Publikumspreis: Gregory Tara Hari
- 2018: Judith Huber / PRICE (Mathias Ringgenberg) / Publikumspreis: Judith Huber
- 2019: Davide-Christelle Sanvee / Publikumspreis: Manifesto Reflex Collective (mit Monika Dillier, Iris Ganz, Sibylle Hauert, Lysann König, Fränzi Madörin, Muda Mathis, Dorothea Mildenberger, Sarah Elena Müller, Barbara Naegelin, Chris Regn, Andrea Saemann, Dorothea Schürch, Sus Zwick)
- 2020: Keine Preisvergabe. Nominiert waren: Gabriele Garavaglia / Dorota Gawęda & Eglė Kulbokaitė / Monica Klingler / Andrea Marioni / Jessica-Maria Nassif / Dorian Sari / Claudia Barth
- 2021: Léa Katharina Meier / Dorota Gawęda & Eglė Kulbokaitė / Publikumspreis: Léa Katharina Meier
- 2022: Latefa Wiersch in Kollaboration mit Rhoda Davids Abel und Dadara Modesto / Claudia Grimm in Kollaboration mit Christoph Studer / Publikumspreis: Claudia Grimm in Kollaboration mit Christoph Studer[2][3]
- 2023: Tiran Willemse / Anne Rochat / Publikumspreis: Joseph Baan in Kollaboration mit Luc Häfliger